# Kimberly Wyatt
Kimberly Kaye Wyatt, född 4 februari 1982 i Warrensburg, Missouri, är en amerikansk sångerska och dansare i gruppen Pussycat Dolls. Hon föddes i Warrensburg i närheten av Kansas City. Hon började dansa när hon var 7 år gammal. Hon flyttade till Los Angeles för att satsa på sin danskarriär.
år 2003 dansade hon i The Black Eyed Peas musikvideo "Shut Up" då Robin Antin (Pussycat 
Dolls grundare) var med under inspelningen och bad henne börja i gruppen.
Hon är även medlem i en annan grupp "Her Majesty & The Wolves", förkortat HMATW.

## Diskografi (urval)

### Solo
Singlar
- 2010 – "Not Just A Doll"

### Med Her Majesty & the Wolves
Studioalbum
- 2011 – 111

Singlar
- 2010 – "Glaciers"
- 2011 – "Stars in Your Eyes"
- 2011 – "Goodbye, Goodnight"

Mixtape
- Her Majesty & the Wolves Presents: Spring 2010 Mixtape

### Annat
- 2010 – "Candy" (promo-singel) (Aggro Santos & Kimberly Wyatt)
- 2017 – Givin' It Up (AAC, 7 filar) (Paul Morrell & Kimberly Wyatt)